# Neustift bei Güssing
Neustift bei Güssing (ungarisch Újtelep) ist eine Gemeinde mit 444 Einwohnern (Stand 1. Jänner 2025) im Bezirk Güssing im Burgenland (Österreich).

## Geografie

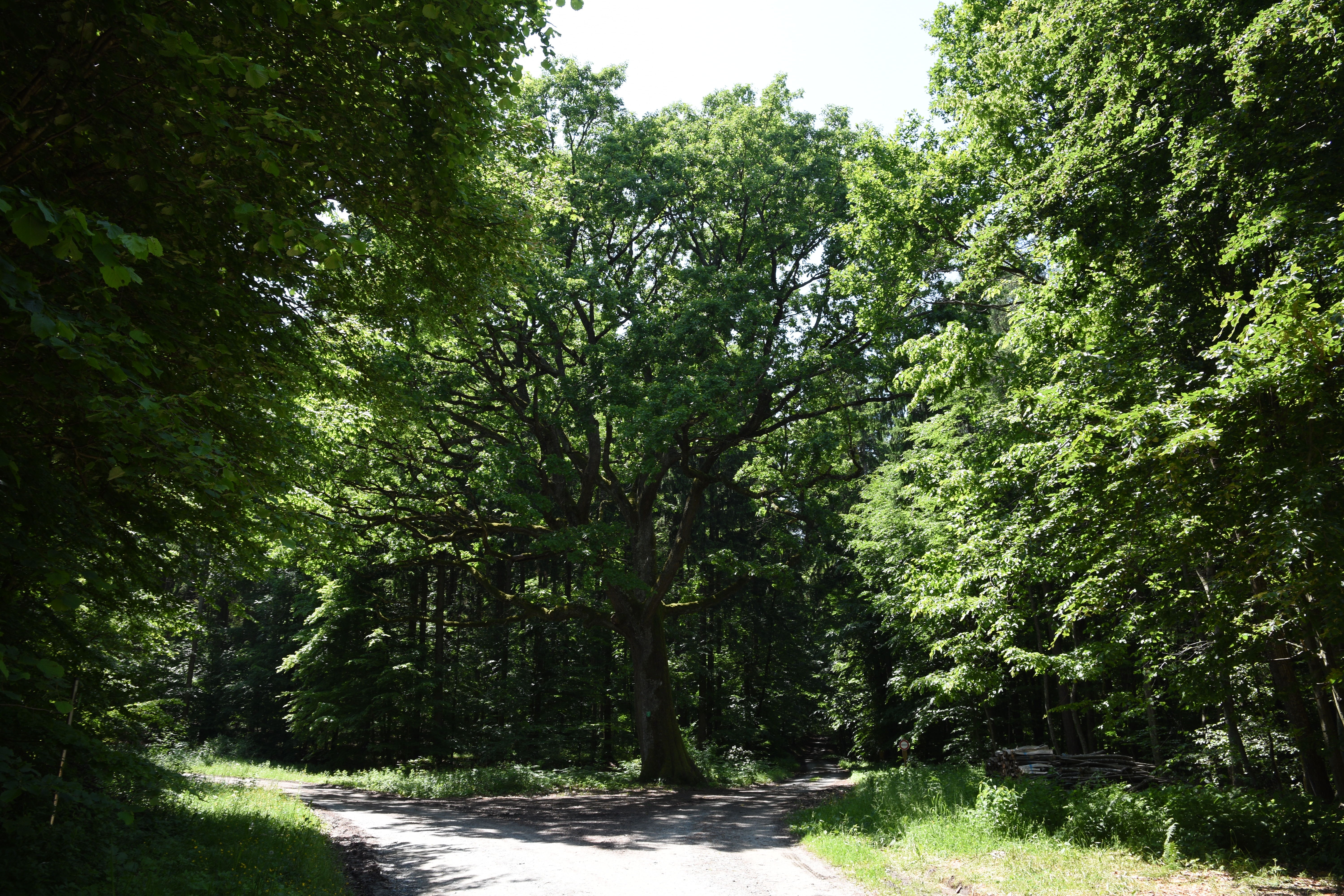
Naturdenkmal Traubeneiche

Die Gemeinde liegt etwa acht Kilometer südwestlich der Stadt Güssing im Südburgenland. Fast die Hälfte der Gemeindefläche ist bewaldet, über vierzig Prozent werden landwirtschaftlich genutzt.

### Nachbargemeinden
|                                | Gerersdorf-Sulz                                  |         |
| Eltendorf (Bezirk Jennersdorf) | Kompassrose, die auf Nachbargemeinden zeigt      | Güssing |
|                                | Heiligenkreuz im Lafnitztal (Bezirk Jennersdorf) |         |

## Geschichte
Neustift bestand bereits zur Zeit des ersten Stiftungsbriefes für das Dominium der Güssinger Burg im Jahr 1428. In diesem Schenkungsbrief wie in anderen Urkunden heißt der Ort Gederfew, oder nach der späteren Schreibweise Gödörfö. Die erste deutsche Benennung Neustift kommt in einer deutschen Urkunde aus dem Jahr 1604 vor, und in den Pfarrmatrikeln wird der Ortsname von 1669 an Noistift, Nuistift, Neistift und Neustift geschrieben.
Der Ort gehörte wie das gesamte Burgenland bis 1920/21 zu Ungarn (Deutsch-Westungarn). Seit 1898 musste aufgrund der Magyarisierungspolitik der Regierung in Budapest der ungarische Ortsname Újtelep verwendet werden.
Nach Ende des Ersten Weltkriegs wurde nach zähen Verhandlungen Deutsch-Westungarn in den Verträgen von St. Germain und Trianon 1919 Österreich zugesprochen. Der Ort gehört seit 1921 zum neu gegründeten Bundesland Burgenland (siehe auch Geschichte des Burgenlandes).
Im Zuge des Gemeindestrukturverbesserungsgesetzes vom 1. September 1970 wurde per 1. Jänner 1971 Kleinmürbisch mit den vordem ebenfalls eigenständigen Gemeinden Glasing, Großmürbisch, Inzenhof, Neustift bei Güssing und Tschanigraben zur neuen Großgemeinde Neustift bei Güssing vereinigt. Nach einem Erkenntnis des Verfassungsgerichtshofes wurde die Zusammenlegung per 31. Mai 1991 aufgehoben und die Großgemeinde wieder getrennt. Seitdem besteht Neustift bei Güssing nur mehr aus der ursprünglichen Katastralgemeinde.

### Bevölkerungsentwicklung

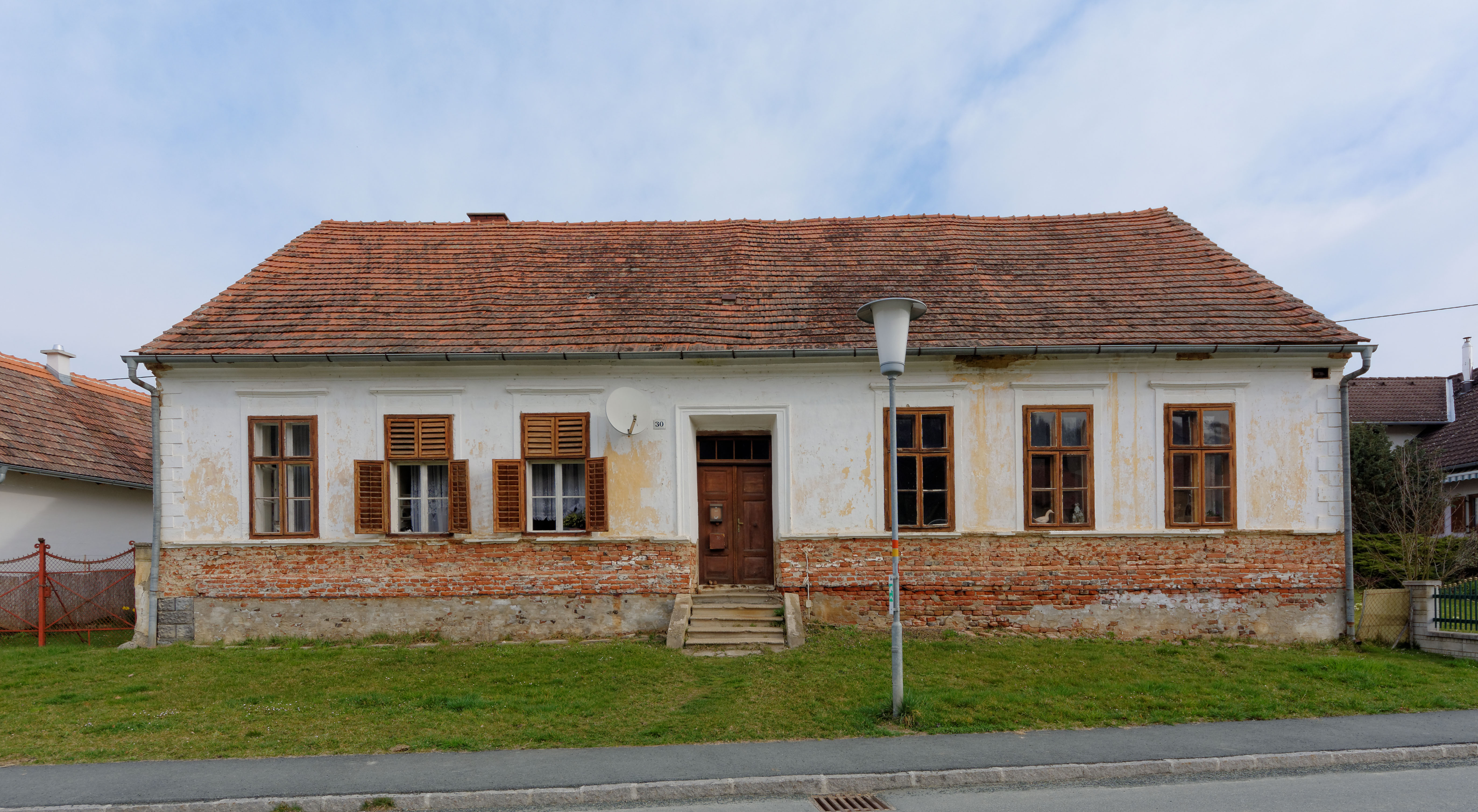
Ehemalige katholische Volksschule

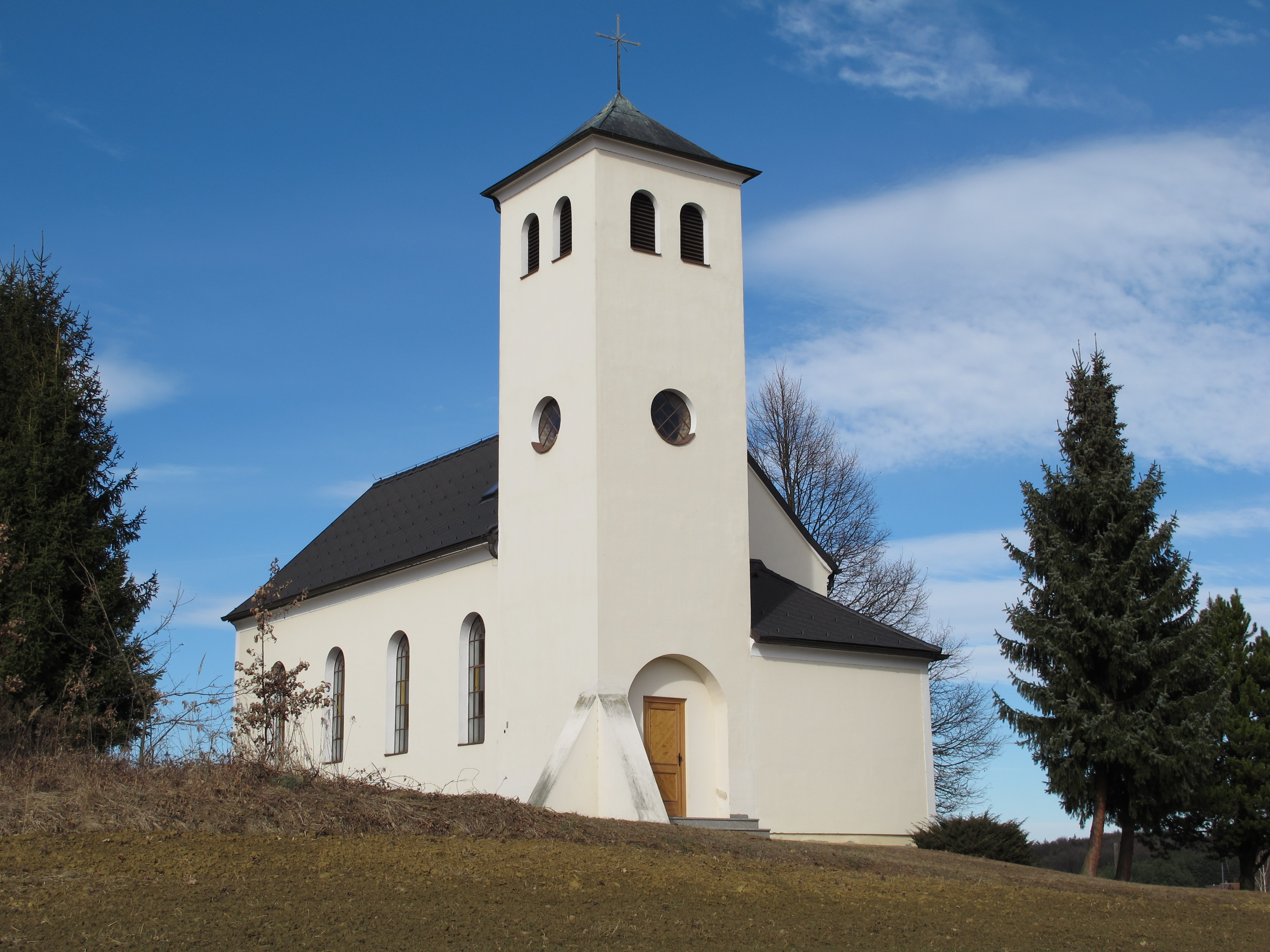
Filialkirche Neustift

## Politik

### Gemeinderat
Der Gemeinderat umfasst aufgrund der Anzahl der Wahlberechtigten seit 2022 insgesamt 11 Mitglieder (davor 13):
| Wahljahr        | 2022             | 2022             | 2022             | 2017             | 2017             | 2017             | 2012             | 2012             | 2012             | 2007             | 2007             | 2007             | 2002    | 2002    | 2002    | 1997             | 1997             | 1997             |
| Partei          | St.              | %                | M.               | St.              | %                | M.               | St.              | %                | M.               | St.              | %                | M.               | St.     | %       | M.      | St.              | %                | M.               |
| --------------- | ---------------- | ---------------- | ---------------- | ---------------- | ---------------- | ---------------- | ---------------- | ---------------- | ---------------- | ---------------- | ---------------- | ---------------- | ------- | ------- | ------- | ---------------- | ---------------- | ---------------- |
| SPÖ             | 259              | 79,94            | 9                | 302              | 83,89            | 11               | 295              | 79,30            | 11               | 305              | 78,61            | 11               | 319     | 75,06   | 11      | 329              | 78,52            | 10               |
| ÖVP             | 65               | 20,06            | 2                | 58               | 16,11            | 2                | 77               | 20,70            | 2                | 83               | 21,39            | 2                | 65      | 15,29   | 2       | 90               | 21,48            | 3                |
| FPÖ             | nicht kandidiert | nicht kandidiert | nicht kandidiert | nicht kandidiert | nicht kandidiert | nicht kandidiert | nicht kandidiert | nicht kandidiert | nicht kandidiert | nicht kandidiert | nicht kandidiert | nicht kandidiert | 19      | 4,47    | 0       | nicht kandidiert | nicht kandidiert | nicht kandidiert |
| Grüne           | nicht kandidiert | nicht kandidiert | nicht kandidiert | nicht kandidiert | nicht kandidiert | nicht kandidiert | nicht kandidiert | nicht kandidiert | nicht kandidiert | nicht kandidiert | nicht kandidiert | nicht kandidiert | 22      | 5,18    | 0       | nicht kandidiert | nicht kandidiert | nicht kandidiert |
| Wahlberechtigte | 475              | 475              | 475              | 503              | 503              | 503              | 510              | 510              | 510              | 544              | 544              | 544              | 541     | 541     | 541     | 526              | 526              | 526              |
| Wahlbeteiligung | 74,32 %          | 74,32 %          | 74,32 %          | 76,14 %          | 76,14 %          | 76,14 %          | 77,45 %          | 77,45 %          | 77,45 %          | 75,74 %          | 75,74 %          | 75,74 %          | 82,44 % | 82,44 % | 82,44 % | 84,41 %          | 84,41 %          | 84,41 %          |

### Bürgermeister
Bürgermeister ist Franz Kazinota (SPÖ). Das Amt des Bürgermeisters ist seit vielen Jahren fest in der Hand des SPÖ. Das letzte Mal, dass die ÖVP überhaupt einen Kandidaten für die Bürgermeisterwahl aufstellte, war 1997. Bis zum Jahr war 2007 Ewald Steiner, der 1986 erstmals gewählt wurde, Oberhaupt der Gemeinde. 2007 übergab Steiner altersbedingt das Amt an Kazinota. Bei der Bürgermeisterdirektwahl am 1. Oktober 2017 erhielt 89,57 % Zustimmung, bei der Wahl 2022 78,80 %.
Zum Vizebürgermeister wurde 2017 vom Gemeinderat Gerald Weber (SPÖ) gewählt.

### Wappen
Das Gemeindewappen wurde Neustift bei Güssing über Antrag der Gemeinde von der burgenländischen Landesregierung verliehen und von Landeshauptmann Hans Niessl im Rahmen eines Festaktes am 3. September 2011 übergeben.

Blasonierung:
„Drei Ähren und eine Eichel, gelegt auf die Farben des Burgenlandes, Rot-Gold.“

Wie Bürgermeister Franz Kazinota im Festakt ausführte, sind die Ähren Symbol dafür, dass die Neustifter schon immer fleißige Leute waren.

## Ehrenbürger
- Ewald Steiner, Altbürgermeister[11]